# Milan Kangrga

Milan Kangrga, hrvaški filozof, * 1. maj 1923, Zagreb, Kraljevina SHS, † 25. april 2008, Zagreb, Jugoslavija. Velja za enega pomembnejših jugoslovanskih filozofov. Prav tako je eden izmed glavnih ustanoviteljev filozofske revije Praxis in organizator filozofske poletne šole na Korčuli. Njegovo najbolj znano delo je Etika, o filozofski disciplini, s katero se je ukvarjal celotno življenje.

## Življenje
Rojen je bil 1. maja 1923 v Zagrebu na Hrvaškem, kjer je obiskoval osnovno šolo in gimnazijo ter maturiral leta 1942. Od 1943 do 1944 je obiskoval avstrijsko šolo za častnike domobrancev v Avstriji, nato pa je opravljal funkcijo praporščaka (višji vojaški podčastnik). V Jugoslovanski vojski je bil od maja 1945, demobiliziran je bil konec istega leta. Filozofijo je študiral na Filozofski fakulteti v Zagrebu. Prvi filozofski članek z naslovom O etiki je bil leta 1948 objavljen v Študentskem listu. Leta 1950 je diplomiral kot edini podiplomski študent filozofije tistega leta. Na Filozofski fakulteti v Zagrebu je začel svoje delo kot asistent za filozofijo, na področju etike in estetike. Od leta 1962 do 1964 se je izpopolnjeval v Heidelbergu v Nemčiji. Leta 1972 je postal redni profesor in to funkcijo opravljal do upokojitve leta 1993.
Kangrga je začel spopad z jugoslovanskim komunističnim vodstvom med dodiplomskim študijem februarja 1948, pred spopadom Josipa Broza Tita z Josipom Stalinom. Nato je objavil svoj prvi filozofski članek z naslovom O etiki v Študentskem listu (Zagreb), ki so ga birokrati Zveze komunistov Jugoslavije videli kot izzivalnega. Leta 1953 je postal član KPJ, iz katere je bil naslednje leto izključen, saj je priznal, da je postal komunist zaradi navdiha nad deli komunista Miroslava Krleže, ki ga režim še vedno ni povsem rehabilitiral. Kangrga je bil kritičen do Jugoslovanske komunistične partije, ker ta ni uvedla samoupravnega socializma, ki bi odpravil partijski monopol. Zato je tudi zavrnil nesocialistične reakcije proti SFR Jugoslaviji. Najbolj opazna izmed njih je bila hrvaška pomlad.
Milan Kangrga je med drugim predaval v Bonnu, Münchnu, Pragi, Budimpešti, Moskvi in Kijevu. Njegovi članki so bili objavljeni v Nemčiji, Italiji, ZDA, Franciji, Španiji, na Madžarskem, Češkoslovaškem, v Avstriji in Mehiki. Umrl je 25. aprila 2008 v starosti 85 let v Zagrebu.

## Dela
Izdal je skupno 15 knjig, 1 učbenik, več kot 60 izvirnih člankov (od tega 13 v tujih izdajah, v nemščini, angleščini, italijanščini, španščini in slovaščini), pa tudi veliko recenzijskih člankov in ogledov. Njegova izbrana dela so izšla tudi v štirih zvezkih. Iz nemščine je prevajal dela Kanta, Hegela, Blocha, Marcuseja in Lukácsa, iz francoščine pa Descartesa in Leibniza.

### Najpomembnejša dela
- Racionalistička filozofija, 1957.

- Etički problem u djelu Karla Marxa, 1980.

- Etika i sloboda, 1966.

- Smisao povijesnoga, 1970.

- Razmišljanja o etici, 1970.

- Čovjek i svijet, 1975.

- Etika ili revolucija, 1983.

- Praksa – vrijeme – svijet, 1984.

- Hegel – Marx, 1988.

- Filozofija i društveni život, 1988.

- Izvan povijesnog događanja, 1997.

- Šverceri vlastitog života, 2002.

- Nacionalizam ili demokracija, 2002.

- Etika, 2004.

- Praxis– Zeit – Welt, 2004.